# MANNY
《MANNY》는 2011년 4월 13일부터 2011년 6월 2일까지 방영된 드라마로 tvN에서 미니시리즈의 첫 번째 작품이다.

## 소개
뉴욕 출신 최고의 까칠녀 매니와 어리버리 싱글맘의 좌충우돌 로맨스와 달콤살벌한 동거기를 담은 로맨틱 코미디 작품이다.

## 등장 인물

### 주요 인물
- 서지석: 이한 역
- 최정윤: 서도영 역
- 변정수: 제니스 역
- 정다빈: 오은비 역
- 구승현: 오정민 역

### 그 외 인물
- 김숙: 구현정 역
- 김영: 상철 역
- 박준혁: 전 남편
- 서우진: 이준기 역
- 진서연: 신기루 역